# 13星座占い

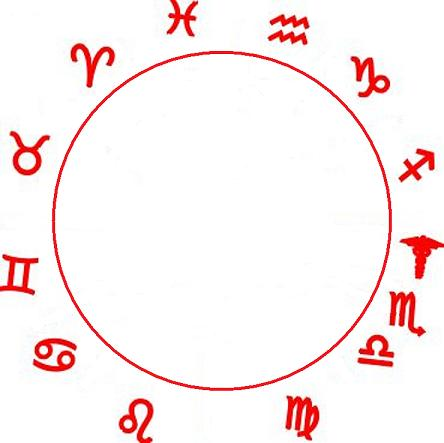
13星座の記号

13星座占い（13せいざうらない）とは、西洋占星術を簡略化した占いの一種で、12星座占いから発展したものである。

## 概要
天文学における星座は時代とともに変革があり、1928年の国際天文学連合(IAU)により現在の88星座が定められ、すべての星座は赤経・赤緯の線に沿った境界線で区切られて、各星座の範囲を厳密に決められた。このことを考慮すると、各星座の天文学上での区域を太陽が移動する経路（天の黄道）には、さそり座といて座の間にへびつかい座の部分が存在しており、また太陽が各星座の区域を通過する期間は星座によってまちまちである。

## 歴史

### 日本でのブームと影響
占星学者のウォルター・バーグ(Walter Berg)は、1995年にミットンの発言を占星術に取り入れた13星座占いに関する本をイギリスおよび日本で出版した。ミットンはバーグの著書に対して「占星術上の伝統的な『サイン』と、天文学者たちが実際に観測して利用している天球上の星座と太陽とが重なる位置は、約二千年前は一致していたが、現在の黄道には十三の星座がある。太陽の軌道は以前から『へびつかい座』を通過していたのに、伝統的な占星術の研究者からはなぜか無視されていた。この十三番目の星座は伝統的な占星術の枠組みを大きく変えるだろうと、占星術界に大きな波紋を投げかけている。」といった寄稿をしている。
同年、マーク矢崎が13星座占いに関する本を出版し、その後、1997年までに様々な著者による13星座占いに関する本が出版された。
同じ時期に13星座に関する本が出版されたことについて、アレクサンドリア木星王は、マーク矢崎がバーグの本を見ずに独創的にこんな13星座本を書いたことは信じがたい、誰が見てもバーグの本が日本で出版される情報が洩れてすぐさまコピー本を作ったということだろうと述べている。
13星座占いの概念はファイナルファンタジータクティクスやファイナルファンタジーIXといったファイナルファンタジーシリーズ、センチメンタルグラフティなど日本のポップカルチャーに影響を与えた。

### 起源について
ウォルター・バーグが13星座占いを唱える以前に日本で「13星座占い」を紹介した書物が出版されており、最初に13星座を唱えた人は不詳だという説もある。
天文学者のジャクリーン・ミットン(Jacqueline Mitton)が1995年に「占星術での『星座』(サイン)の概念は天文学的にはおかしい。占星術を正しく行おうとするのなら歳差によるズレを修正して、さらに現在の天文学の星座区分で12星座以外に黄道上にある『へびつかい座』も入れるべきだ。」と指摘し、占星術家達を批判したことがきっかけとなって、13星座占いが考案されたと言われている。ミットンがラジオで「12星座は誤りで本当は13星座が正しい」と述べ、現地の新聞で取り上げられ通信社の手で世界中のマスコミに配信されたことが発端だとする説もある。
植田訓央は、二十年前にラジオ大阪の星占いコーナーで「へびつかい座」はおろか全88星座や銀河系・超銀河系を使った占いをやっていた、13星座などケチなことをいわずもっと多くの星座を採用して星占いのボキャブラリーを増やしたらどうか、と述べている。

### 占星術師からの批判
アレクサンドリア木星王は、13が欧米社会では忌み嫌われている不吉な数字であること、ウォルター・バーグの他の著書について少しでもお堅い占星学書や天文学書でも発見できれば正当に評価できるのにもかかわらず探してみたが見当たらないこと、ある占い師がイギリスを旅行中に知り合った現地の占星家に13星座の真偽を聞いたところ「あればパーティ用のジョーク」と言われたことを指摘して批判している。
植田訓央は、バーグの「13星座占い」は、従来の12星座を拒絶・否定してかかるには若干なりとも占星学導入の重要な根拠を示されていなければならないのにそれがなされていないと述べ、また、マーク矢崎については、彼は13星座流行の提灯持ちの一人であり「13星座占星術」は13星座導入の根拠に乏しいものであったと述べている。
鏡リュウジは著書の中で、一頃騒がれた「十三星座」を日本のマスコミが「新しい星座が発見された」などと取り上げ、メディアで活躍している占星術家達の多くも「十三星座」に便乗してしまったことを少し残念に思う、と述べている。

## 各星座の占い上の期間と概念

### 基本情報
従来の12星座占いとの混同を防ぐため、追加されたへびつかい座を除いた各星座に新をつけて表現される場合もある。本項ではこれに従う。
| 星座による 一般的名称 | 記号 | 記号 | 記号   | 太陽が通過する期間  | 太陽が通過する期間  | 太陽が通過する期間  |
| 星座による 一般的名称 | 画像 | 文字 | コード | バーグ(1995)        | マーク矢崎(1995)    | Yahoo!占い          |
| --------------------- | ---- | ---- | ------ | ------------------- | ------------------- | ------------------- |
| 新うお座              |      | ♓   | U+2653 | 03月12日 – 04月18日 | 03月11日 – 04月18日 | 03月13日 – 04月18日 |
| 新おひつじ座          |      | ♈   | U+2648 | 04月19日 – 05月13日 | 04月19日 – 05月13日 | 04月19日 – 05月14日 |
| 新おうし座            |      | ♉   | U+2649 | 05月14日 – 06月20日 | 05月14日 – 06月20日 | 05月15日 – 06月21日 |
| 新ふたご座            |      | ♊   | U+264A | 06月21日 – 07月19日 | 06月21日 – 07月19日 | 06月22日 – 07月20日 |
| 新かに座              |      | ♋   | U+264B | 07月20日 – 08月19日 | 07月20日 – 08月10日 | 07月21日 – 08月10日 |
| 新しし座              |      | ♌   | U+264C | 08月20日 – 09月15日 | 08月11日 – 09月15日 | 08月11日 – 09月17日 |
| 新おとめ座            |      | ♍   | U+264D | 09月16日 – 10月30日 | 09月16日 – 10月29日 | 09月18日 – 10月31日 |
| 新てんびん座          |      | ♎   | U+264E | 10月31日 – 11月22日 | 10月30日 – 11月22日 | 011月1日 – 11月23日 |
| 新さそり座            |      | ♏   | U+264F | 11月23日 – 11月29日 | 11月23日 – 11月29日 | 11月24日 – 11月29日 |
| へびつかい座          |      | ⛎   | U+26CE | 11月30日 – 12月17日 | 11月30日 – 12月17日 | 11月30日 – 12月17日 |
| 新いて座              |      | ♐   | U+2650 | 12月18日 – 01月18日 | 12月18日 – 01月18日 | 12月18日 – 01月19日 |
| 新やぎ座              |      | ♑   | U+2651 | 01月19日 – 02月15日 | 01月19日 – 02月15日 | 01月20日 – 02月16日 |
| 新みずがめ座          |      | ♒   | U+2652 | 02月16日 – 03月11日 | 02月16日 – 03月10日 | 02月17日 – 03月12日 |

星座によって期間が大幅に違っているが、これは、現在の各星座の天文学上での区域を太陽が移動する期間をそのまま星座の期間としているためである。
バーグと矢崎の誕生星座の境界のずれ、特にかに座としし座の境のずれが大きいことについては、青木良仁が指摘している。青木は、天体観測用の星図などを見ると矢崎の幅の方が妥当な気がするが、バーグにも言い分があるだろうし、ともかく星座の大きさをそのまま反映した割り振りはかなりいい加減なものだと論じている。

### 13星座占いにおける形而上学的意味
ウォルター・バーグは、占星術におけるサインの概念を13星座占いにおいて再定義している。
| 星座による一般的名称 | 守護星       | エレメント | 性質   |
| -------------------- | ------------ | ---------- | ------ |
| 新うお座             | 海王星・木星 | 水         | 相互性 |
| 新おひつじ座         | 火星         | 火         | 可変性 |
| 新おうし座           | 金星         | 土         | 不変性 |
| 新ふたご座           | 水星         | 風         | 相互性 |
| 新かに座             | 月           | 水         | 可変性 |
| 新しし座             | 太陽         | 火         | 不変性 |
| 新おとめ座           | 水星         | 土         | 相互性 |
| 新てんびん座         | 金星         | 風         | 可変性 |
| 新さそり座           | 火星・冥王星 | 水         | 不変性 |
| へびつかい座         | 木星・冥王星 | 水         | 相互性 |
| 新いて座             | 木星         | 火         | 相互性 |
| 新やぎ座             | 土星         | 土         | 可変性 |
| 新みずがめ座         | 土星・海王星 | 風         | 不変性 |

## へびつかい座のマークとUnicodeへの影響
ウォルター・バーグは現在知られているへびつかい座のマークとは別のシンボルを用いており、著者によっては現在知られているマークとは別のマークを用いることもあった。
現在知られているへびつかい座のマーク(⛎)はマーク矢崎が1995年に著書の中で新たに考案したもので、大蛇を持った医学の神をイメージしている。
その後、13星座占いに関するほかの書籍でも同じマークが使われるようになった。
Unicode6.0において、OPHIUCHUSの名称で、へびつかい座のマークの絵文字が採用されている。
| 記号 | Unicode | JIS X 0213 | 文字参照         | 名称      |
| ---- | ------- | ---------- | ---------------- | --------- |
| ⛎   | U+26CE  | -          | &#x26CE; &#9934; | OPHIUCHUS |

## 自転軸のずれについて
へびつかい座が黄道星座に加わったのは自転軸がずれたことが原因とする説がある。しかし、実際には歳差によって天の赤道と黄道の交点である春分点・秋分点の位置が黄道に沿って西方へ移動したためであり、天文学的にみて、黄道そのものが天球上において南北にずれることは起こらない。このため、自転軸がずれたとする説は誤りとされる。因みに歳差によって春分点が移動する量は1年に約50″で、約2万5700年で黄道を1周すると見られている。
歳差によってずれる物は他にも、天の北極点（天球上にプロットする北極点の位置：地球自転軸の方向）や天の赤道（天の北極を基準として90度離れた天球を一周するライン）があるが、これらも地球の自転には影響しない。
因みに春分点、すなわち3月20日前後の太陽の位置はうお座付近にあるが、一般的な占星術では、3月20日前後はおひつじ座にあたる。これは、数千年前につくられた当時、実際に春分点が当時のおひつじ座の周辺にあったためで、これが現実の「春分点のずれ」の理由である。